# Tarkett
Tarkett — французская компания, производитель напольных покрытий, а также покрытий для спортивных площадок. Компания образовалась в 1997 году в результате слияния немецкой Tarkett с французской Sommer Allibert. Штаб-квартира расположена в деловом квартале Дефанс близ Парижа.

## История
Старейший предшественник, компания Limhamns Snickerifabrik, был основан в 1885 году в шведском городе Мальмё. Первоначально она занималась производством мебели и других изделий из древесины, но вскоре основной продукцией стала паркетная доска. В 1942 году компания разработала и запатентовала ламинатный паркет (доски из сосны, покрытые тонким слоем дуба). В 1946 году компания представила на рынок новый тип покрытия с применением пластмассы, названный Tarkett.
В 1960-х годах Limhamns вышла на международный уровень: в 1962 году в Дании был открыт первый зарубежный филиал. В 1967 году компания сменила название на Tarkett и разместила свои акции на Стокгольмской фондовой бирже. Также в 1967 году было начато производство ковролина и открыт филиал в Австрии. Дочерняя компания в Германии была создана в 1969 году. В 1970 году компания Tarkett была поглощена шведским промышленным конгломератом Swedish Match.
В 1981 году было куплено подразделение напольных покрытий американской GAF Materials Corporation, включавшее три завода в США и один в Ирландии. В следующем году присутствие на американском рынке было увеличено покупкой Harris Manufacturing Company, старейшего производителя паркета в США. В 1986 году произошло слияние Tarkett с немецкой компанией Pegulan, основанной в 1946 году; штаб-квартира образовавшейся компании Tarkett-Pegulan разместилась в Франкентале (Пфальц, ФРГ). В 1997 году Tarkett-Pegulan объединилась с подразделением напольных покрытий французской компании Sommer-Allibert.
Sommer-Allibert образовалась в 1972 году в результате слияния двух производителей изделий из пластика. Компанию возглавлял Бернар Деконнинк (Bernard Deconninck). Продукция Sommer-Allibert, кроме напольных покрытий, включала комплектующие для автомобильной промышленности, садовую мебель и различные товары для дома.
О слиянии Tarkett с Sommer Allibert было объявлено а июне 1997 года. В результате сделки Sommer Allibert приобрела 60 % акций Tarkett, остальные продолжали котироваться на Франкфуртской фондовой бирже до 2006 года, когда были полностью выкуплены. В 2000 году подразделение автокомплектующих Sommer Allibert было продано компании Faurecia. В 2002 году было создано совместное предприятие в Сербии Takett-Sintelon, полностью поглощённое в 2009 году. В 2005 году был поглощён канадский производитель искусственной травы FieldTurf. В 2008 году Sommer Allibert сменила название на Tarkett. В 2012 году был куплен американский производитель ковровых покрытий Tandus. В 2013 году акции были размещены на бирже Euronext Paris.

## Собственники и руководство
Более 90 % акций принадлежит компании Tarkett Participation, контролируемой семьёй Деконнинк и инвестиционной группой Wendel.
- Эрик ла Боннардьер (Eric La Bonnardière, род. 11 апреля 1981 года) — председатель наблюдательного совета с 2018 года, член совета с 2015 года.
- Фабрис Баптелеми (Fabrice Barthélemy, род. 27 марте 1968 года) — генеральный директор с 2018 года, в компании с 2008 года.

## Деятельность
Компания производит различные типы напольных покрытий, включая покрытия из линолеума и ПВХ (42 % продаж), ковровые покрытия (15 %), резиновую плитку (8 %), паркет и ламинат (4 %), покрытия для спортивных площадок (искусственный газон и беговые дорожки, 30 %).
Компании принадлежит 34 завода. Заводы имеются в США (9), Германии (2), Канаде (2), Польше (2), России (2), Франции (2), Швеции (2) Австралии (1), Бельгии (1), Бразилии (1), Великобритании (1), Италии (1), КНР (1), Люксембурге (1), Мексике (1), Нидерландах (1), ОАЭ (1), Сербии (1), Турции (1) Украине (1). Также у компании 8 предприятий по переработке изношенных покрытий.
Выручка компании за 2023 год составила 3,4 млрд евро, её распределение по регионам: Северная Америка — 53 %, Европа, Ближний Восток и Африка — 29 %, другие регионы — 18 %.